# إجلاء المدنيين في بريطانيا خلال الحرب العالمية الثانية

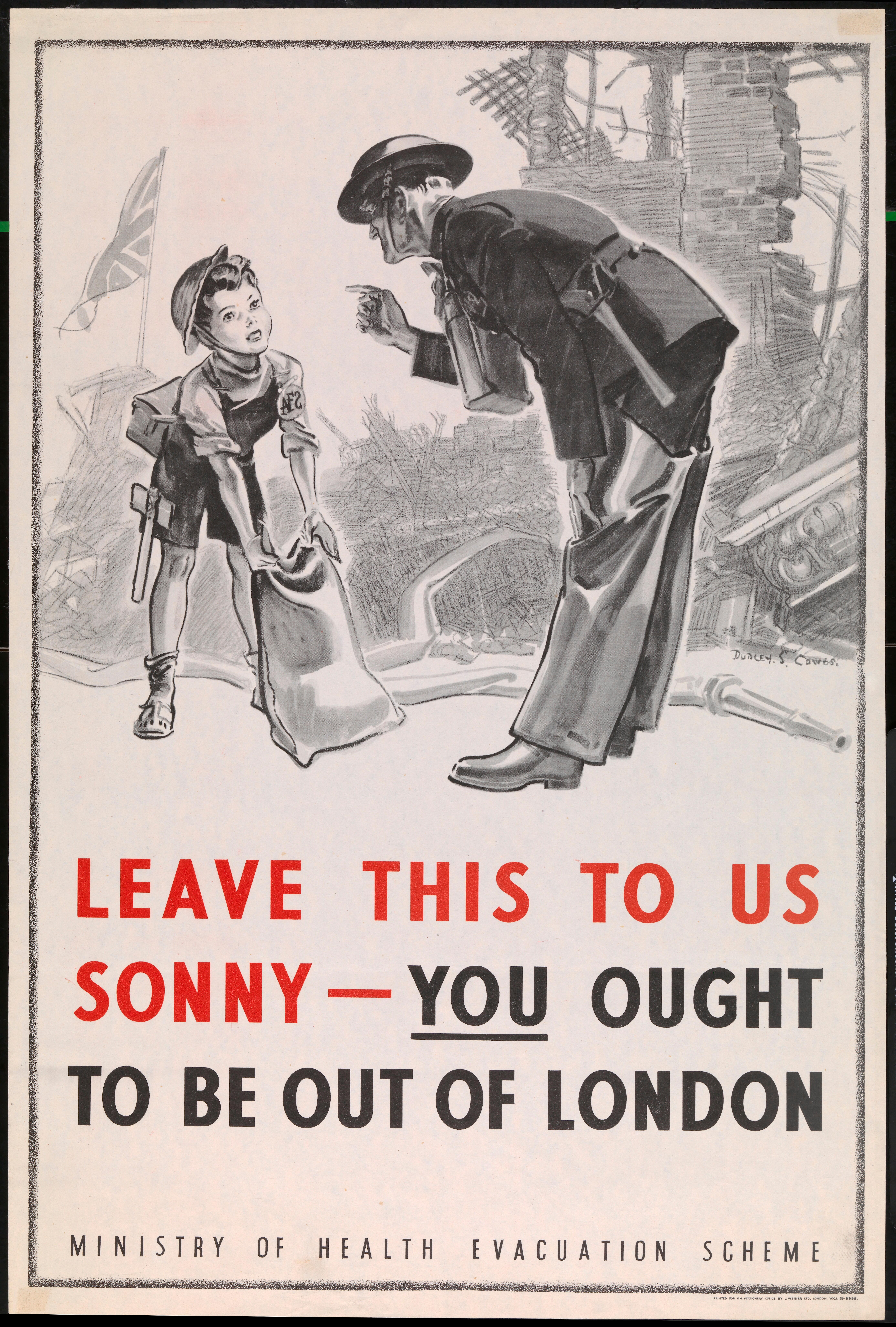
أعلنت وزارة الصحة البريطانية عن برنامج الإخلاء من خلال ملصقات، من بين وسائل أخرى. تم استخدام الملصق الموضح هنا في مترو أنفاق لندن.

إجلاء المدنيين في بريطانيا خلال الحرب العالمية الثانية لحماية الناس، وخاصة الأطفال، من المخاطر المرتبطة بالقصف الجوي للمدن عن طريق نقلهم إلى مناطق يعتقد أنها أقل عرضة للخطر. نقلت عملية Pied Piper، التي بدأت في 1 سبتمبر 1939، رسميًا أكثر من 3.5 مليون شخص. كانت هناك موجات أخرى من الإجلاء الرسمي وإعادة الإخلاء من السواحل الجنوبية والشرقية في يونيو 1940، عندما كان من المتوقع غزو بحري، ومن المدن المتضررة بعد بدء الهجوم في سبتمبر 1940. كانت هناك أيضًا عمليات إجلاء رسمية من المملكة المتحدة إلى أجزاء أخرى من الإمبراطورية البريطانية، والعديد من عمليات الإجلاء غير الرسمية داخل المملكة المتحدة ومنها. تشمل الحركات الجماهيرية الأخرى للمدنيين المواطنين البريطانيين القادمين من جزر القنال، والنازحين القادمين من أوروبا القارية. 

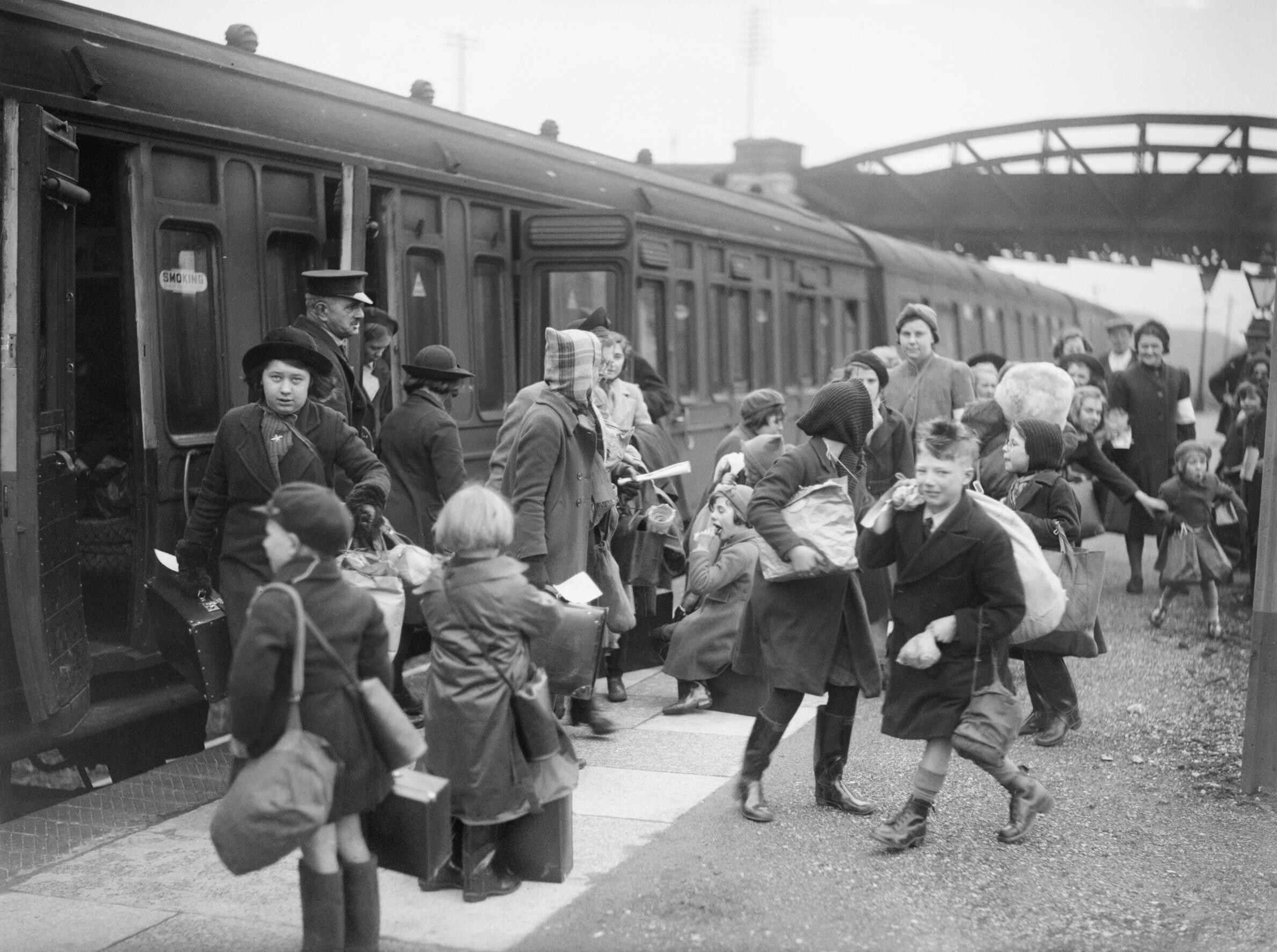
الأطفال الذين تم إجلاؤهم من بريستول وصلوا إلى Brent في ديفون في عام 1940

تم تطوير خطة الإخلاء الحكومية خلال صيف عام 1938 من قبل لجنة أندرسون وتنفيذها من قبل وزارة الصحة. تم تقسيم البلاد إلى مناطق، تم تصنيفها على أنها إما «للإخلاء» أو «محايدة» أو «للإستقبال»، مع نقل الأشخاص الذين تم إجلاؤهم من المراكز الحضرية الرئيسية وتم تكويرهم في المساكن الخاصة المتاحة في المزيد من المناطق الريفية. غطت كل منطقة ما يقرب من ثلث السكان، على الرغم من أن العديد من المناطق الحضرية التي قصفت في وقت لاحق لم تصنف للإخلاء. في أوائل عام 1939، جمعت مناطق الاستقبال قوائم بالإسكان المتاح. تم العثور على مساحة لنحو 2000 شخص، كما أنشأت الحكومة معسكرات وفرت بضعة آلاف من المساحات الإضافية. 
بدأت الحكومة في الإعلان عن خطتها من خلال السلطات المحلية في صيف 1939. لقد بالغت الحكومة في تقدير الطلب: تم نقل نصف الأطفال في سن الدراسة فقط من المناطق الحضرية بدلاً من نسبة 80٪ المتوقعة. كان هناك تباين إقليمي هائل: تم إجلاء ما يصل إلى 15٪ من الأطفال من بعض المناطق الحضرية، بينما تم إجلاء أكثر من 60٪ من الأطفال من مانشستر وبلفاست وليفربول. رفضت الحكومة المركزية لإنفاق مبالغ كبيرة على الإعداد قلل أيضًا من فعالية الخطة. في هذا الحدث، تم إجلاء أكثر من 3,000,000 شخص. 

## انظر أيضا

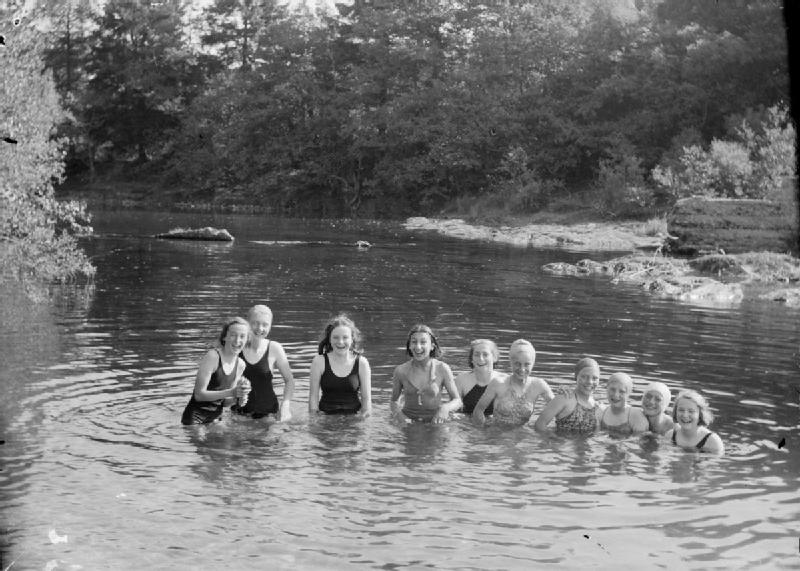
فتيات من مدرسة نوتردام الثانوية في باترسي يستحمن في نهر توي في لاندوفري، كارمارثينشاير في عام 1940